# Aloe cryptopoda
Aloe cryptopoda é uma espécie de liliopsida do gênero Aloe, pertencente à família Asphodelaceae.